# Пуляева
Пуляева — деревня в Тайшетском районе Иркутской области России. Входит в состав Борисовского муниципального образования. Находится в 45 км к северу от районного центра.

## Население
По данным Всероссийской переписи, в 2010 году в деревне проживали 532 человека (381 мужчина и 151 женщина).